# Santa Águeda (przystanek kolejowy)
Santa Águeda' (bas.: Santa Agedako geltokia) – przystanek kolejowy w Bilbao, w dzielnicy Kastrexana, w prowincji Vizcaya we wspólnocie autonomicznej Kraj Basków, w Hiszpanii. 
Jest obsługiwana przez pociągi wąskotorowe FEVE.

## Linie kolejowe
- Linia Bilbao – Santander[1]